# Veselica (film)
Veselica je slovenski črno-beli romantično-dramski film iz leta 1960 v režiji Jožeta Babiča po istoimenski noveli Bena Zupančiča. Dogajanje je postavljeno v čas po koncu druge svetovne vojne v Ljubljano, kjer poskuša nekdanji partizanski kurir Aleš, ki je v bojih izgubil roko, znova zaživeti. Film je osvojil drugo mesto na Puljskem filmskem festivalu leta 1961 v kategoriji velika zlata arena na najboljši film.

## Igralci
- Lojze Rozman kot Miško
- Andrej Kurent kot Milenko
- Mira Sardoč kot Mara
- Velimir Gjurin kot mali Aleš
- Iva Zupančič kot Lucija
- Janez Škof kot Lovro
- Miha Baloh kot kurir
- Nika Juvan kot Karlinca
- Hugo Florjančič kot Brumer
- Nada Božič
- Milan Brezigar
- Franček Drofenik
- Angelca Hlebce
- Vida Juvan
- Franjo Kumer